# Gabrje, Dobrova - Polhov Gradec
Gabrje je vas, ki se nahaja 11 km od Ljubljane, 3–5 km od Dobrove pri Ljubljani ob cesti Ljubljana – Polhov Gradec v Polhograjskem hribovju.

## Geografija
Sama vas se deli na več zaselkov:
- Ravnik,
- Žerovnikov graben,
- Jarčji potok,
- Pod kotom/Mala Vipava,
- Pod Bregom,
- Breg,
- Smeškarjev graben,
- V ravniku.

Spodnja nadmorska višina je 315, srednja 320 in zgornja nadmorska višina pa 395 metrov.
Včasih se je vas nahajala v Občini Lj. Vič-Rudnik, toda zdaj spada pod občino Dobrova-Polhov Gradec.

## Zgodovina kraja
Najstarejša omemba vasi se povezuje z omembo cerkve sv. Jakoba leta 1544. Leta 1772 je bila zgrajena nova cerkev v poznobaročnem stilu, ki pa danes nima več zvonika, saj je bil porušen med drugo svetovno vojno.
Po podatkih »Special-Orts-Repertorium von Krain« iz leta 1884 je bilo tega leta v Gabrju 25 hiš s 139 prebivalci (68 moških in 71 žensk), vsi katoliške veroizpovedi in vsi Slovenci.
Med 7. in 8. majem 1942 je na območju Gabrja, Babne gire in Ključa potekala bitka med Dolomitskim odredom s člani Narodne zaščite iz teh zaselkov in italijanskimi silami. Italijani so izgubili 118 mož (36 mrtvih), medtem, ko ni podatkov o partizanskih izgubah. 12. julija 1942 je italijanska vojska požgala zaselek Jarčji dol in v noči z 8. na 9. avgust še 2 hiši v Žerovnikovem grabnu. Po italijanski veliki ofenzivi leta 1942 je Gabrje postalo del osvobojenega ozemlja, t. i. Dolomitske republike in tu je nekaj časa bil nastanjen vrhovni štab NOV v Sloveniji. V Gabrju je bil tudi bunker, kjer so imeli nastanjeno ciklostilno tehniko za potrebe propagande. 12. oktobra 1942 so se v vasi spopadli partizani in vaške straže.
V vasi se nahajata dva spomenika:
- cerkev sv. Janeza Krstnika in
- spomenik drugi svetovni vojni.

## Demografija
Med letoma 1931 in 1961 je bil negativni naravni prirastek -0,18 v letih 1961−1991 pa -0,84. Vzrok tega je predvsem odseljevanje vaščanov v Ljubljano.
Delež otrok pod 14 leti je 17,7 %, delež aktivnega prebivalstva 45,3 (25 % zaposlenih v primarnem sektorju, 51 % v sekundarnem, 12,5 % v terciarnem in 11,5 % v kvartarnem sektorju gospodarstva). 70,8 % zaposlenih vaščanov vsakodnevno migrira na delovno mesto.
Po podatkih »Popis 2002« je bilo leta 2002 v Gabrju 357 prebivalcev (179 moških in 178 žensk), ki so živeli v 124 gospodinjstvih (povprečno št. ljudi na gospodinjstvo je 2,9). V vasi se nahaja 147 stanovanj (1,2 stanovanj na stanovanjsko zgradbo, ki jih je 123).
Tu so se rodili:
- torontski kardinal Alojzij Ambrožič (*1930)
- publicist in urednik Bernard Ambrožič (*1892, deloval v ZDA) in
- strokovni pisatelj in čebelarski strokovnjak Jože Rihar (*1914).

## Gospodarstvo
V vasi Gabrje je najbolj razvit primarni sektor (živinoreja, prodaja lesa, sadjarstvo, čebelarstvo, žganjekuha,...); tu se nahaja avtobusna postaja in gostilna s picerijo, športni center (nogomet, tenis, balinanje, košarka).